# Austrofestuca eriopoda
Austrofestuca eriopoda är en gräsart som först beskrevs av Joyce Winifred Vickery, och fick sitt nu gällande namn av Surrey Wilfrid Laurance Jacobs. Austrofestuca eriopoda ingår i släktet Austrofestuca och familjen gräs. Inga underarter finns listade i Catalogue of Life.